# Jorge Toco
Jorge Leonardo Toco Arredondo (Santa Cruz de la Sierra, 13 de enero de 1992) es un futbolista boliviano. Juega como defensa y su equipo actual es Atlético Palmaflor de la Primera División de Bolivia.

## Clubes
| Club                   | País    | Año           |
| ---------------------- | ------- | ------------- |
| Universitario de Sucre | Bolivia | 2009          |
| Parma Calcio 1913      | Italia  | 2009          |
| Oriente Petrolero      | Bolivia | 2010          |
| Guabirá                | Bolivia | 2011          |
| Real Mamoré            | Bolivia | 2012          |
| La Paz F. C.           | Bolivia | 2013-2014     |
| Real Potosí            | Bolivia | 2015-2016     |
| San José               | Bolivia | 2017-2020     |
| Atlético Palmaflor     | Bolivia | 2021-presente |

## Palmarés

### Títulos nacionales
| Título           | Club              | País    | Año           |
| ---------------- | ----------------- | ------- | ------------- |
| Primera División | Oriente Petrolero | Bolivia | Clausura 2010 |
| Primera División | San José          | Bolivia | Clausura 2018 |